# HMS Madagascar
Ne doit pas être confondu avec Madagascar (navire). Pour les autres articles homonymes, voir Madagascar (homonymie).

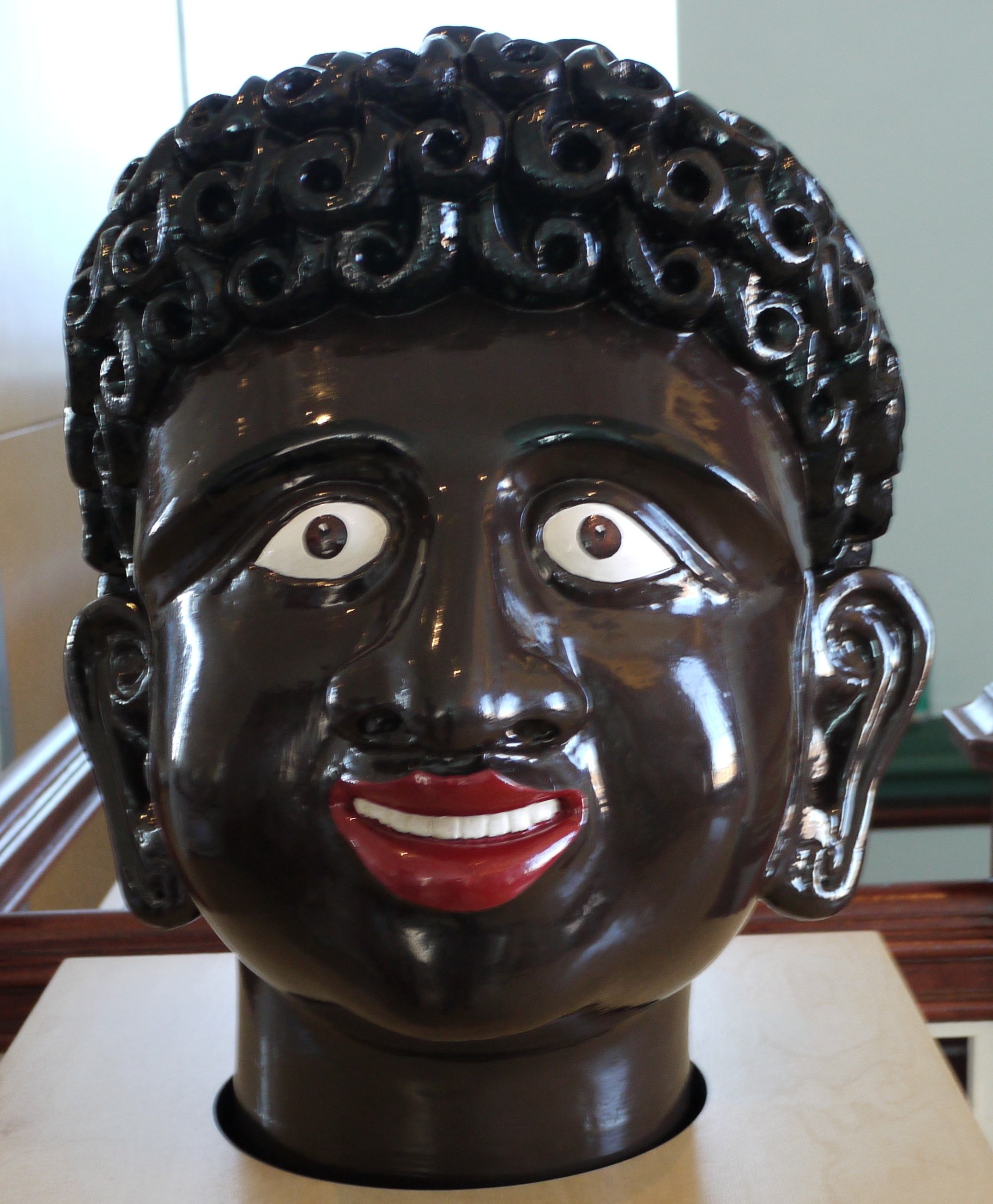
Figure de proue du HMS Madagascar.

Le HMS Madagascar est une frégate britannique de classe Seringapatam construite à Bombay, en Inde, et mise en circulation le 15 novembre 1822. 
Après avoir transporté le jeune roi Othon Ier en Grèce en 1833, le HMS Madagascar sert, entre 1843 et 1848, dans la lutte contre les navires négriers et la traite atlantique. 